# Herpyllus schwarzi
Herpyllus schwarzi är en spindelart som först beskrevs av Banks 1901.  Herpyllus schwarzi ingår i släktet Herpyllus och familjen plattbuksspindlar. Inga underarter finns listade i Catalogue of Life.